# Elecciones al Parlamento Europeo de 2009 (Luxemburgo)
En las elecciones al Parlamento Europeo de 2009 en Luxemburgo, celebradas el 7 de junio, se escogió a los 6 representantes de dicho país para el Parlamento Europeo. Se celebraron el mismo día que las elecciones generales, en las cuales se eligieron los miembros de la cámara de diputados de Luxemburgo.

## Resultados
| Partido        | Partido                                             | Votos     | %     | Escaños | +/-   |
| -------------- | --------------------------------------------------- | --------- | ----- | ------- | ----- |
|                | Partido Popular Social Cristiano (CSV)              | 353,094   | 31,36 | 3       | 0     |
|                | Partido Socialista Obrero Luxemburgués (LSAP)       | 219,349   | 19,48 | 1       | 0     |
|                | Partido Democrático (DP)                            | 210,107   | 18,66 | 1       | 0     |
|                | Los Verdes (DG)                                     | 189,523   | 16,83 | 1       | 0     |
|                | Partido Alternativo de la Reforma Democrática (ADR) | 83,168    | 7,39  | 0       | 0     |
|                | La Izquierda (DL)                                   | 37,929    | 3,37  | 0       | 0     |
|                | Partido Comunista de Luxemburgo (KPL)               | 17,304    | 1,54  | 0       | 0     |
|                | Lista Ciudadana                                     | 15,558    | 1,38  | 0       | Nuevo |
| Total          | Total                                               | 1,126,032 | 100   | 6       | 0     |
|                |                                                     |           |       |         |       |
| Votos válidos  | Votos válidos                                       | 198,364   | 90,28 |         |       |
| Blanco         | Blanco                                              | 11,889    | 5,44  |         |       |
| Nulos          | Nulos                                               | 8,170     | 3,74  |         |       |
| Total Votantes | Total Votantes                                      | 218,423   | 100   |         |       |
| Electores      | Electores                                           | 240,669   |       |         |       |
| Fuente:        |                                                     |           |       |         |       |

## Adscripción por grupos europeos
| Grupo europeo | Grupo europeo                                                               | Partido | Escaños |
| ------------- | --------------------------------------------------------------------------- | ------- | ------- |
|               | Grupo del Partido Popular Europeo (EPP)                                     | CSV: 3  | 3/6     |
|               | Grupo de la Alianza Progresista de Socialistas y Demócratas (PES)           | LSAP: 1 | 1/6     |
|               | Grupo de la Alianza de los Demócratas y Liberales por Europa (Partido ELDR) | DP: 1   | 1/6     |
|               | Grupo de Los Verdes/Alianza Libre Europea (Verdes Europeos)                 | DG: 1   | 1/6     |
| Fuente:       |                                                                             |         |         |

## Diputados electos
| Candidato       | Partido Nacional | Partido Nacional | Grupo europeo | Grupo europeo | Partido Político Europeo |
| --------------- | ---------------- | ---------------- | ------------- | ------------- | ------------------------ |
| Georges Bach    |                  | CSV              |               | EPP           | EPP                      |
| Frank Engel     |                  | CSV              |               | EPP           | EPP                      |
| Astrid Lulling  |                  | CSV              |               | EPP           | EPP                      |
| Robert Goebbels |                  | LSAP             |               | S&D           | PES                      |
| Charles Goerens |                  | DP               |               | ALDE          | Partido ELDR             |
| Claude Turmes   |                  | DG               |               | Greens/EFA    | Verdes Europeos          |

1. ↑  Remplaza a Viviane Reding, que decidió permaner como comisaría de la agenda digital en la comisión Barroso.